# Леся Гнідевич-Никорович
Ле́ся (Олександра) Гніде́вич-Никоро́вич (1913 — 29 червня 1941) — організаторка Пласту на Буковині, член ОУН, зв'язкова ОУН із закордоном. Дружина Сильвестра Никоровича, редактора часопису «Самостійної думки» і члена ОУН. Розстріляна большевиками у тюрмі. Згідно з іншою версією, загинула від рук енкаведистів 29 червня 1941 р., прикриваючи зі зброєю в руках відхід своїх товаришів по організації. За свідченням Антона Балюка, тодішнього директора Чернівецького цвинтаря, її закривавлене, загорнуте в ковдру тіло було скинуте в братську могилу на Руському цвинтарі в Чернівцях разом з тілами інших жертв початку війни.